# 赤闘覇
赤闘覇（せきとば）は、日本のプロレス団体「KAIENTAI DOJO」で結成されていたユニット。

## 活動歴

### 結成
2015年11月1日、後楽園ホールでCLUB-K SUPERが行われ、第4試合でヒロ・トウナイが梶トマトを破り、UWA世界ミドル級王座を奪取。第6試合で火野裕士の退団により、繰り上げとなった滝澤大志と吉野コータローが凶月の真霜拳號&佐藤悠己組の持つSTRONGEST-K TAG王座に挑戦するも、佐藤のニュー・トルネードクラッチで吉野が敗れ、王座奪取はならなかった。試合後、滝澤が凶月に勧誘されるが一蹴。直後にトウナイが現れ、滝澤、吉野の3人で新ユニットの結成を宣言した。

### 結成後
2015年
- 11月8日 - ユニット結成後初の試合を行い、凶月のタンク永井、真霜、佐藤組と対戦。トウナイが滝落としで佐藤を破り、ユニット結成後初勝利を挙げた。
- 11月14日 - ユニット名が赤闘覇（せきとば）に決まる。
- 11月28日 - トウナイ&滝澤が真霜&佐藤の持つSTRONGEST-K TAG王座に挑戦したが、滝澤が真霜の垂直落下式ブレーンバスターに敗れる。
- 12月12日 - 滝澤とのテストマッチを経て洞口義浩が加入。

2016年
- 4月29日、トウナイが結婚による地元大阪への転居のため同日をもって限定参戦となる。

2017年
- 5月28日、東京ビッグショー 新木場1stRING大会にて解散。

## 特徴
- ユニット名は三国志において最強の馬と言われている赤兎馬が由来。
- トウナイがリーダー的存在であるが、しめは吉野の「これで完璧！バッチグー！」。
- 「負けても折れない心」がユニットのモットーである。

## メンバー
- ヒロ・トウナイ（リーダー）
- 滝澤大志
- 洞口義浩
- 吉野コータロー

## 獲得タイトル
- 第63代UWA世界ミドル級王座王座：ヒロ・トウナイ
- 第31代STRONGEST-K TAG王座：滝澤大志&吉野コータロー
- 2016年BO-SO ゴールデンタッグトーナメント優勝：滝澤大志&吉野コータロー